# Гіпнос (оповідання)
Гіпнос (англ. Hypnos) — оповідання американського письменника-фантаста Говарда Лавкрафта, написане в березні 1922 року і вперше опубліковане в травневому номері журналу «National Amateur» за 1923 рік.

## Сюжет
Дія ведеться від першої особи, написана з візії неназваного персонажа, який живе в графстві Кент, а згодом у Лондоні, Англія. Оповідач пише, що він боїться сну і вирішив записати свою історію, щоб вона не звела його з розуму ще більше, незалежно від того, що подумають люди після її прочитання.
Оповідач, скульптор, розповідає про зустріч із таємничим чоловіком на залізничній станції. У ту мить, коли чоловік розплющив свої «величезні, запалі, широко освітлені очі», оповідач зрозумів, що незнайомець стане його другом — «єдиним другом для того, хто ніколи раніше не мав друзів». В очах незнайомця він побачив важливі знання про таємниці, які завжди прагнув пізнати.
Відтоді він щодня торкався свого друга і ліпив його. Вночі вони починали свої пригоди, досліджуючи світи за межами людського розуміння. З часом супутник оповідача починає говорити про використання їхньої здатності трансцендувати у невідоме як способу керувати всесвітом (за допомогою набору наркотиків). Оповідач наляканий такою перспективою і дезавуює таку пиху перед читачем.
Невдовзі оповідач вирушає зі своїм другом у вилазку, подорожуючи крізь порожнечу, яка, як він пояснює, знаходиться за межами людського сприйняття. Пройшовши крізь кілька бар'єрів, оповідач врешті-решт доходить до одного, який він не може перетнути, хоча його друг може. Розплющивши свої «фізичні очі», оповідач прокидається і чекає на повернення свого друга, який прокидається сильно приголомшений і неговіркий, попереджаючи лише, що вони повинні уникати сну за будь-яку ціну.
Відтоді за допомогою наркотиків вони уникають сну, оскільки щоразу, коли вони засинають, їм здається, що вони швидко старіють і їх мучать нічні кошмари, які оповідач відмовляється пояснювати. Історія закінчується тим, що оповідач описує, як однієї ночі його друг заснув «глибоким сном», і його неможливо було розбудити. Оповідач кричить, втрачає свідомість і прокидається в оточенні поліції та сусідів, які повідомляють йому, що його друг не був справжнім. У його кімнаті стоїть лише погруддя його друга, на якому вигравірувано грецьке слово: ΥΠΝΟΣ (Гіпнос).